# Luis Pérez Hernández
Luis Pérez Hernández CIM (* 25. August 1894 in Cúcuta; † 28. Juni 1959) war ein kolumbianischer römisch-katholischer Ordensgeistlicher und Bischof von Cúcuta.

## Leben
Luis Pérez Hernández trat der Ordensgemeinschaft der Kongregation von Jesus und Maria bei und empfing am 10. März 1918 das Sakrament der Priesterweihe.
Am 3. November 1945 ernannte ihn Papst Pius XII. zum Titularbischof von Aradus und zum Weihbischof in Bogotá. Der Apostolische Nuntius in Kolumbien, Erzbischof Giuseppe Beltrami, spendete ihm am 6. Januar 1946 die Bischofsweihe; Mitkonsekratoren waren der Weihbischof in Bogotá, Emilio de Brigard Ortiz, und der Apostolische Vikar von Los Llanos de San Martín, Francisco José Bruls Canisius SMM.
Papst Pius XII. bestellte ihn am 29. Mai 1956 zum ersten Bischof von Cúcuta.